# شهرستان تالین
شهرستان تالین (ارمنی: Թալինի շրջան) یکی از سی و هفت شهرستان  در تقسیم‌بندی جمهوری شوروی سوسیالیستی ارمنستان بود. مرکز این شهرستان تالین بود. طبق سرشماری سال ۱۹۸۷ میلادی جمعیت آن بالغ بر ۳۹٬۱۰۰ تن و مساحت آن ۱۰۹۰٫۶ کیلومتر مربع بود. 

## مناطق مسکونی
- آگاراک، آراگاتسوتن
- آکونک، آراگاتسوتن
- آشناک
- متسادسور
- آرتنی
- اوتوان
- آرووت (Բարոժ)
- گارناهوویت
- گتاپ
- کانچ
- داشتادم
- داوتاشن
- دیان، آراگاتسوتن
- یغنیک
- زارینجا
- زوواسار
- تلیک
- ایریند
- تساغکاسار
- کاتناغبیور، آراگاتسوتن
- کارمراشن، آراگاتسوتن
- کاکاوادزور، آراگاتسوتن
- هاکو
- هاتساشن
- دزوراگیوغ، آراگاتسوتن
- ددماسار
- ماستارا
- نور آرتیک
- نرکین بازمابرد
- نرکین ساسناشن
- شغارشیک، آراگاتسوتن
- ووسکتاس
- پارتیزاک
- ورین بازمابرد
- ورین ساسناشن
- سوریک، آراگاتسوتن
- سوسر
- تساماکاسار

## نگارخانه

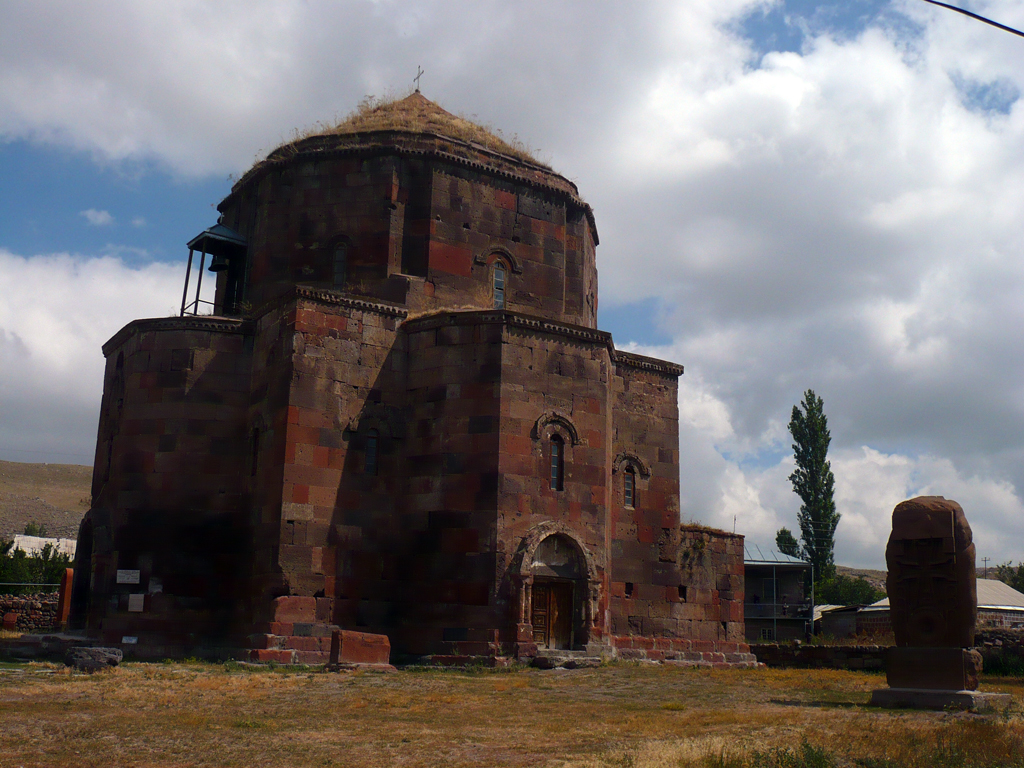
کلیسای هوهانس مقدس، ماستارا
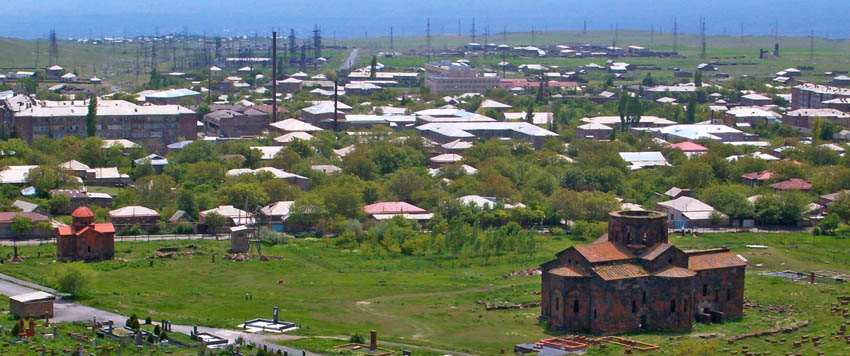
تالین (ارمنستان)
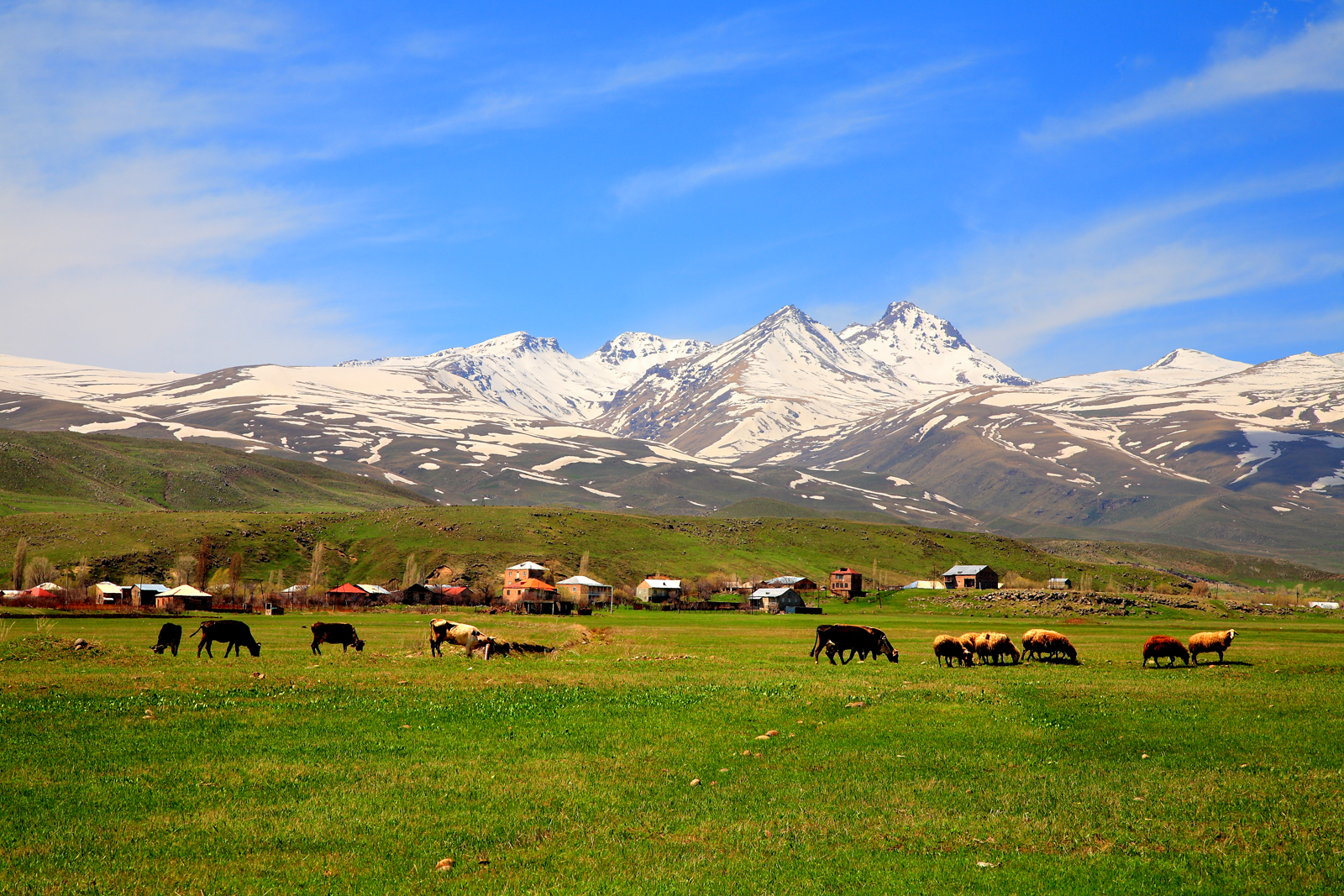
آراگاتس